# Aberavon Cup 1973
L'Aberavon Cup 1973 è stato un torneo di tennis. È stata la 3ª edizione del torneo, che fa parte dei Tornei di tennis femminili indipendenti nel 1973. Si è giocato ad Aberavon in Gran Bretagna, dal 22 al 28 ottobre 1973.

## Campionesse

### Singolare
Virginia Wade ha battuto in finale  Julie Heldman con il punteggio di 6–3, 6–1

### Doppio
Marita Redondo /  Virginia Wade hanno battuto in finale  Julie Heldman /  Ann Kiyomura con il punteggio di 4–6, 6–3, 7–6